# Дравски Двор
Дравски Двор (словен. Dravski Dvor) је насељено место у општини Миклавж на Дравскем Пољу, Подравска регија, Словенија.

## Историја
До територијалне реорганизације у Словенији био је у саставу старе општине Марибор.

## Становништво
У попису становништва из 2011. године, Дравски Двор је имао 648 становника.
| Број становника према пописима | Број становника према пописима | Број становника према пописима |
| ------------------------------ | ------------------------------ | ------------------------------ |
| 1991                           | 2002                           | 2011                           |
| 429                            | 573                            | 648                            |

Напомена: Године 2018. извршена је мала размена територија између насеља Дравски Двор и Хотиња вас (Хоче-Сливница).